# Walter Lidén
Anders Walter "Lejden" Lidén, född 10 mars 1887 i Göteborg, Sverige, död 13 januari 1969 i Göteborg, var en svensk landslagsspelare i fotboll (mittfältare) som var uttagen till den svenska fotbollstruppen i OS i London 1908. Han spelade där i Sveriges andra match i turneringen: i 2–0-förlusten mot Nederländerna.
Lidén, som under sin klubbkarriär tillhörde IFK Göteborg och där blev svensk mästare år 1908, spelade under samma år (det enda år han var uttagen att representera Sverige) sammanlagt 2 landskamper (0 mål).
Lidén var gift med en syster till sedermera vänsterinnern i IFK, Erik Hjelm.

## Meriter

### I landslag
Sverige
- Uttagen till OS: 1908 (spelade i en av två matcher)
- 2 landskamper, 0 mål

### I klubblag
IFK Göteborg
- Svensk mästare (1): 1908

### Webbkällor
- Lidén på ifkdb
- Profil på SOK.se
- Profil svenskfotboll.se
- Lista på landskamper, svenskfotboll.se, läst 2013 02 20
- "Olympic Football Tournament London 1908", fifa.com, läst 2013 02 20